# 松坂みるく
松坂 みるく（まつざか みるく、1985年11月10日 - ）は、日本のAV女優。
神奈川県出身。

## プロフィール
- 趣味：カラオケ　ショッピング
- 好きな色：ピンク
- 好きな人のタイプ：男らしいガッチリしてる人
- よく行く場所：渋谷　池袋

## 略歴
- 2005年 - 『松坂みるくの着替えてみるく。』でAVデビュー。
- 同年5月 - 『セル初×ギリモザ 105センチ Jカップ』でエスワンよりセルデビュー。11月にMOODYZに移籍。
- 2006年5月 - フリーになる。

## 作品

### アダルトビデオ
2005年
- 松坂みるくの着替えてみるく。　（2005年1月21日、フォーディメンション）
- アキバでイッてみるく!!　（2005年3月21日、フォーディメンション）
- ミルキースマイル　（2005年4月24日、フォーディメンション）
- セル初×ギリモザ 105センチ Jカップ　（2005年5月7日、エスワン）
- ギリギリモザイク 爆乳パイズリスペシャル　（2005年6月7日、エスワン）
- ギリギリモザイク 爆乳監禁ペット　（2005年7月7日、エスワン）
- ギリギリモザイク ギリギリモザイク　（2005年8月7日、エスワン）
- ギリギリモザイク 癒しのJカップ　（2005年9月19日、エスワン）
- ギリギリモザイク Wおっぱいスペシャル　（2005年10月19日、エスワン）
- 爆乳デジタルモザイク　（2005年11月13日、MOODYZ）
- ドリームウーマンVol.55　（2005年12月13日、MOODYZ）

2006年
- 義理ボイン ～兄貴の嫁がJカップでガマンできない!!　（2006年1月1日、MOODYZ）
- 実話 輪姦2　（2006年2月1日、MOODYZ）
- 爆乳未亡人　（2006年3月1日、MOODYZ）
- 乳地獄　（2006年4月1日、MOODYZ）
- W Jカップ巨乳捜査官・陵辱レイプ　（2006年5月4日、ヒビノ）　※AV OPEN 2006エントリー作品
- 巨乳女教師狩り 松坂みるく　（2006年8月17日、ヒビノ）
- 爆乳女教師 中出し20連発 松坂みるく　（2006年9月19日、アイエナジー）
- プチ裸出 VOL.7 松坂みるく　（2006年8月17日、ナチュラルハイ）
- 近親相姦 鬼畜義父と巨乳娘 松坂みるく　（2006年9月7日、ヒビノ）
- 松坂みるくとハラハラ★ドキドキ 陵辱露出旅行　（2006年10月5日、ヒビノ）
- 爆乳トリプルレズビアン　（2006年10月19日、クロス）

2007年
- ボクの新妻は巨乳で裸エプロンでメガネっ娘。#24　（2007年1月19日、ゴーゴーズ）
- キャバナン･ゲット 9 （2007年2月10日、グローリークエスト）
- 堕落と妬みと肉欲と…　（2007年6月21日、ヒビノ）
- 初真性中出し 爆乳Jカップ 105cm　（2007年7月19日、エムズビデオグループ）
- ぶっかけ中出しレズビアンW爆乳　（2007年8月19日、エムズビデオグループ）
- 初めてのアナル飲尿FUCK　（2007年10月19日、エムズビデオグループ）
- 爆乳二人はラブリー小便ごっくんシャワー同性愛　（2006年10月19日、クロス）
- 爆乳同性愛三姉妹三女いぢめの性器肛門二穴ピストン姉妹姦　（2007年11月19日、クロス）
- ボイン大好きしょう太くんのHなイタズラ 6 （2007年12月1日、グローリークエスト）

2008年
- 大量浣腸アヌス奴隷 （2008年2月7日、アタッカーズ）

### イメージビデオ
- 裸体　松坂みるく　（2004年11月25日、シャッフル）